# Joaquín Alabi
Joaquín Ernesto Alabi Montalvo (Santa Ana; 11 de agosto de 1947-1 de junio de 1994) fue un futbolista salvadoreño que se desempeñaba como guardameta.

## Selección nacional
Fue convocado en la selección de El Salvador por Rigoberto Guzmán a los Juegos Olímpicos de México 1968, pero no jugó ningún partido.

### Participaciones en Juegos Olímpicos
| Torneo                   | Sede   | Resultado    |
| ------------------------ | ------ | ------------ |
| Juegos Olímpicos de 1968 | México | Primera fase |